# Edward Ssekandi
Edward Kiwanuka Ssekandi (Masaka, 19 de enero de 1943) es un político y abogado ugandés, que se desempeñó como vicepresidente de Uganda entre 2011 y 2021, así como Presidente del Parlamento de Uganda entre 2001 y 2011. Ha sido parlamentario para la circunscripción del condado central de Bukoto desde 1996.

## Vida y carrera
Nació en el distrito de Masaka el 19 de enero de 1943. Se graduó con honores de la Universidad de África Occidental con un título de bachillerato en leyes. También obtuvo un diploma en práctica legal del Centro de Desarrollo de la Ley en Kampala, la capital y ciudad más grande de Uganda.
De 1973 hasta 1978, sirivó como orador en el Centro de Desarrollo de Leyes de Uganda. Entre 1978 y 1979, trabajó como el director Suplente del Centro de Desarrollo de la Ley. Fue el abogado principal de la Comisión de Investigación a Vulneraciones de Derechos humanos, entre 1986 y 1993. Fue delegado de la Asamblea Constitucional, el cual redactó la constitución de Uganda de 1995, de 1994 hasta 1995. 
En 1996, fue elegido al Parlamento de Uganda para representar al condado central de Bukoto, localizado en el Distrito de Masaka. Fue reelegido de aquella circunscripción en 2001, 2006 y 2011. Fue Vicepresidente del Parlamento de 1996 a 2001. Fue elegido Presidente del Parlamento en 2001, cargo que mantuvo hasta 2011. Fue reemplazado como vocero por Rebecca Kadaga, la primera presidenta del parlamento mujer de la historia del país, el 19 de mayo de 2011.

## Detalles personales
Está casado. Pertenece al partido político Movimiento de Resistencia Nacional. Se ha reportado que es un entusiasta hacia los deportes.